# Arte generativo

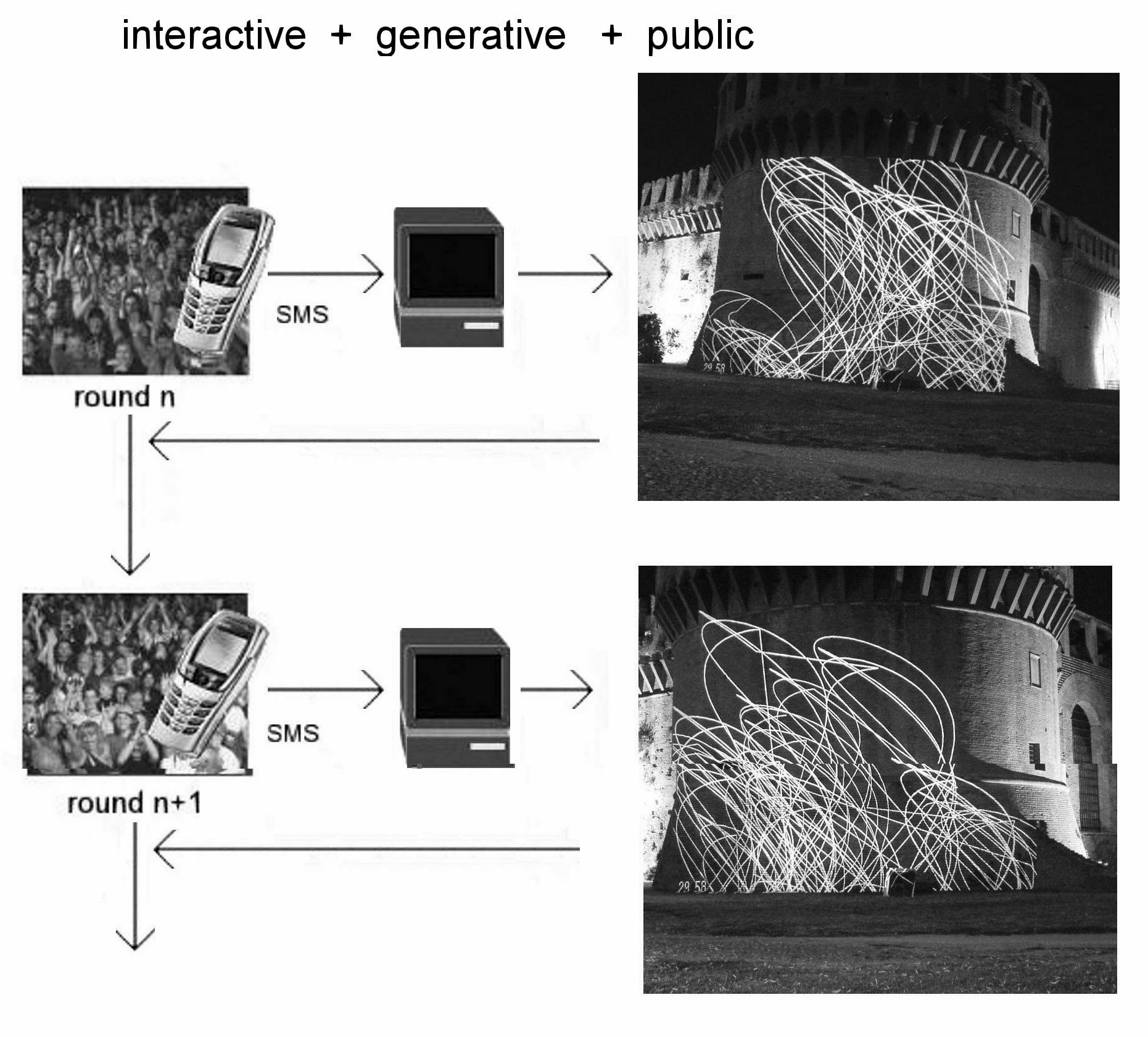
Instalación interactiva 'CIMs serie, 2000 por Maurizio Bolognini

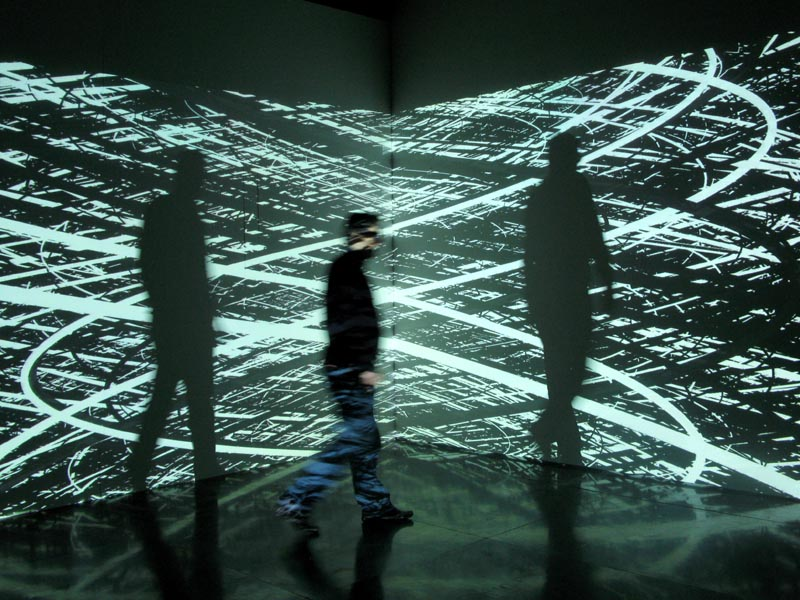
Instalación Irracional Geometrics 2008 por Pascal Dombis

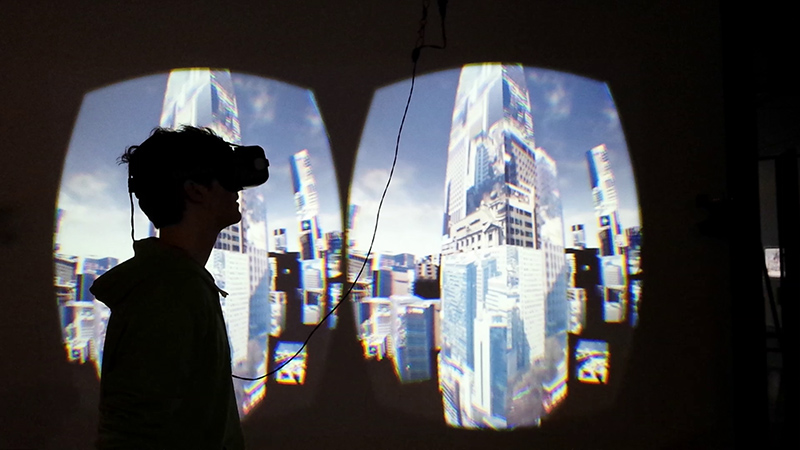
Instalación basada en telepresencia 10.000 Moving Cities, 2016 por Marc Lee

Se denomina Arte Generativo o Procedural al arte que, parcialmente o en su totalidad, ha sido creado con el uso de un sistema autónomo. Un sistema autónomo es, en este contexto, generalmente  aquel que es no-humano y que de forma independiente puede determinar características de una obra de arte que de otro modo requeriría decisiones tomadas directamente por el artista. En algunos casos el creador humano puede determinar que sistema generativo representa su idea artística propia, y en otros que el sistema toma la función del creador.
"El arte generativo" a menudo se refiere al arte algorítmico (obras de arte generadas por computadora mediante algoritmos), pero los artistas también lo pueden hacer utilizando sistemas de química, biología, mecánica y robótica, materiales inteligentes, aleatorización manual, modelos matemáticos, mapeo de datos, simetría, enladrillando y más.
El uso de la palabra "generativo" en la discusión de arte se ha desarrollado con el tiempo. El uso de "ADN Artificial" define una acercamiento generativo al arte centrado en la construcción de un sistema capaz de generar acontecimientos imprevisibles, todo con un carácter común reconocible. El uso de sistemas autónomos, requeridos por algunas definiciones contemporáneas, se centra en una metodología generativa donde los controles son fuertemente reducidos. Esta aproximación es también nombrada "emergente". Margaret Boden y Ernest Edmonds han acuñado el uso del término "arte generativo" en el contexto amplio de computación gráfica automatizada en la década de los 1960s, empezando con la obra de arte exhibida por Georg Nees y Frieder Nake en 1965:

The  terms  "generative art"  and  "computer  art"  have been  used  in  tandem,  and  more  or  less interchangeably, since the very earliest days.

## Tipos

### Música
el "Musikalisches Würfelspiel" de Johann Kirchberger ("Juego de dados musical") de 1757 se considera uno de los primeros ejemplos de sistema generativo basado en el azar. Se utilizaron dados para seleccionar secuencias musicales de un conjunto numerado de frases compuestas previamente. Este sistema proporcionaba un equilibrio entre orden y desorden. La estructura se basaba en el elemento de orden, por un lado, y desorden, por otro.

### Bellas Artes
Históricamente, el arte generativo hunde sus raíces en movimientos como el dadaísmo y el surrealismo, que acogieron con satisfacción la aleatoriedad y la imprevisibilidad. En la década de 1960, los artistas empezaron a utilizar ordenadores para profundizar en estos conceptos, empleando códigos para crear patrones y diseños complejos.
El artista Ellsworth Kelly creó cuadros utilizando operaciones aleatorias para distribuir los colores en una cuadrícula. También creaba obras sobre papel, que luego cortaba en tiras o cuadrados y volvía a montar, utilizando operaciones aleatorias para determinar la colocación. Artistas como Hans Haacke han explorado los procesos de los sistemas físicos y sociales en un contexto artístico. François Morellet ha utilizado en sus trabajos tanto sistemas muy ordenados como muy desordenados. Algunos de sus cuadros muestran sistemas regulares de líneas radiales o paralelas para crear patrones de muaré. En otras obras, utilizó operaciones aleatorias para determinar el color de las mallas. Sol LeWitt creó un arte generativo en forma de sistemas expresados en lenguaje natural y sistemas de permutaciones geométricas.

### El arte del software
Para algunos artistas, las interfaces gráficas de usuario y el código informático se han convertido en una forma de arte por derecho propio. Adrian Ward creó Auto-Illustrator como comentario sobre el software y los métodos generativos utilizados en el arte y el diseño.